# El Eco de Galicia (Buenos Aires)
El Eco de Galicia fue un periódico publicado en Buenos Aires (Argentina) entre 1892 y 1924.

## Historia y características
Fue fundado por Xosé María Cao Luaces el 7 de febrero de 1892. Desde su fundación fue el órgano de los emigrantes gallegos en Argentina. Además de Cao Luaces, estuvo también dirigido por Manuel Castro López.
La publicación tenía un fuerte contenido regionalista. Desde las páginas de El Eco de Galicia, Cao buscaba la refundación del Centro Gallego de Buenos Aires. Propuso la utilización de la redacción del periódico como Ateneo Artístico y Literario mientras no se constituyese el Centro Gallego. Cesó su publicación en 1924.